# National Lieutenant Governors Association
De National Lieutenant Governors Association (vaak afgekort tot NLGA) is de vergadering van de zittende luitenant-gouverneurs van de vijftig staten van de Verenigde Staten van Amerika. Een lieutenant-gouverneur is, na de gouverneur, de tweede in rang in het bestuur van een Amerikaanse staat.

## Organisatie
De organisatie werd opgericht in 1962 in Chicago en noemde zich aanvankelijk de National Conference of Lieutenant Governors (NCLG). Zij kreeg haar volledige zelfstandigheid in 1988. In 2002 nam de vereniging de huidige naam aan.
De vergaderingen van de NLGA worden tweemaal per jaar gehouden en duren 3 à 4 dagen. Zij geven de luitenant-gouverneurs de gelegenheid om elkaar te ontmoeten en kennis uit te wisselen inzake het beleid. De winterbijeenkomst is telkens in Washington D.C. en biedt mogelijkheden tot ontmoetingen met federale politici. De zomermeeting wordt georganiseerd in een jaarlijks te kiezen staat en dient onder meer als kennismaking. In de herfst is er nog een bijkomende vergadering met het uitvoerend comité en de nieuw gekozen luitenant-gouverneurs.
Het kantoor van de NLGA is gevestigd in Florence in de staat Kentucky. Het jaarlijks voorzitterschap rouleert afwisselend tussen een Democraat en een Republikein, net als bij de National Governors Association. De huidige voorzitter is Garlin Gilchrist, de luitenant-gouverneur van Michigan. Kellie Rittershausen neemt sinds 2024 de dagelijkse leiding waar.